# Sotzenhausen (Pappelau)
Sotzenhausen ist ein Stadtteil von Blaubeuren im Alb-Donau-Kreis in Baden-Württemberg. Im Zuge der Gemeindegebietsreform in Baden-Württemberg wurde am 1. Januar 1975 die Gemeinde Pappelau mit dem Ortsteil Sotzenhausen zu Blaubeuren eingemeindet.
Der aus zwei landwirtschaftlichen Betrieben bestehende Weiler liegt circa eineinhalb Kilometer westlich von Pappelau.

## Geschichte

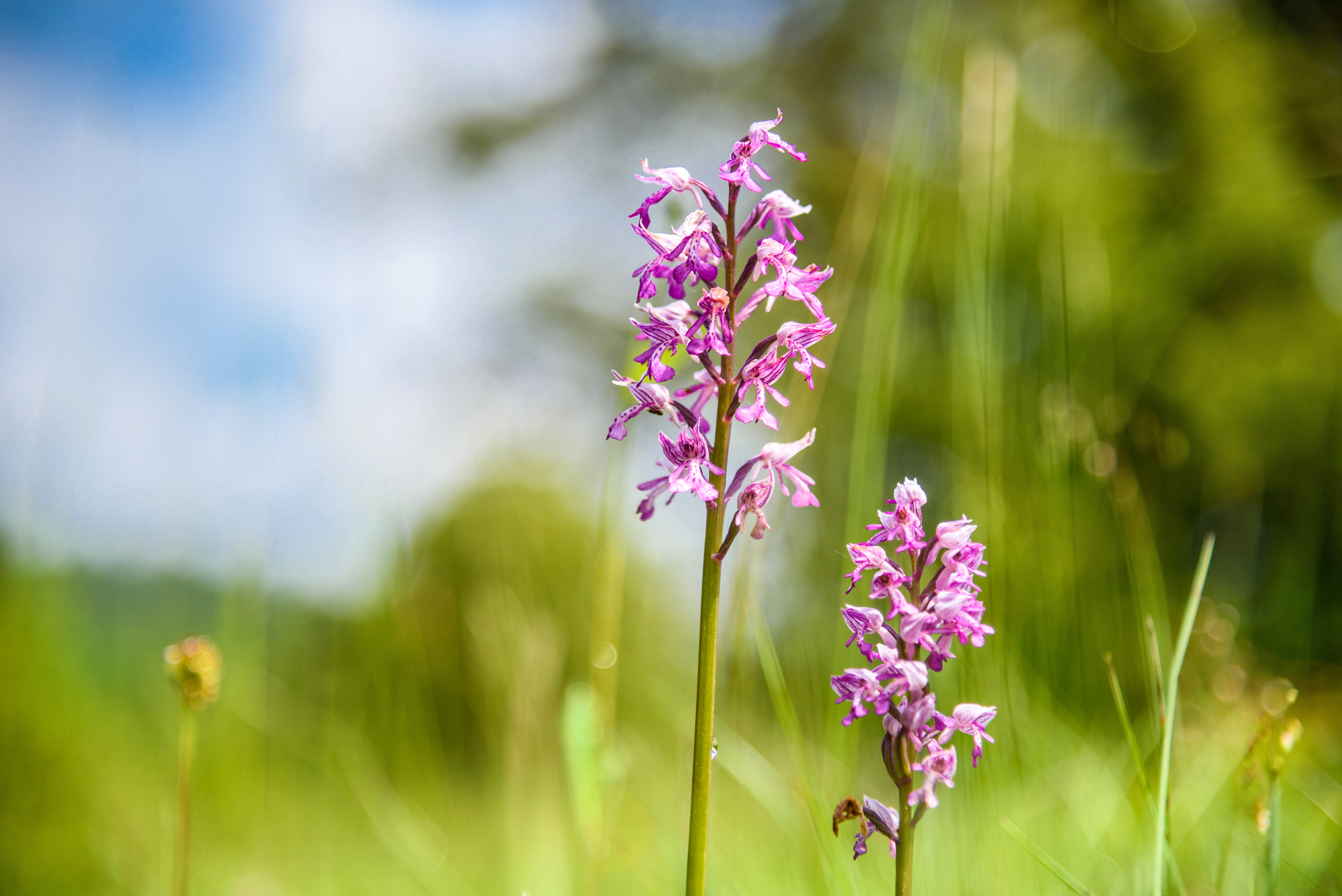
Wilde Orchideen auf der Sotzenhauser Heide

Die älteste erhaltene Erwähnung von Sotzenhausen stammt wahrscheinlich von 760, als ein Richbold dem Kloster Murbach im Elsass Güter in „Zozihuhus“ schenkte. Wenn diese Lokalisierung zutrifft (in Frage kommt auch das abgegangene Zizelhausen bei Gächingen, Gemeinde Sankt Johann im Landkreis Reutlingen), ist der in der frühen Ausbauzeit entstandene Weiler der am frühesten genannte Ort der Gegend. 
Die beiden Bauernhöfe kamen 1431 von der Familie von Westernach  (Vorbesitzer war das Kloster Söflingen) und 1462 von den vom Stain zu Grundsheim an das Kloster Urspring. Mit diesem fiel der Ort 1805 an Württemberg. Bis 1834 gehörte er zu Schelklingen.